# La que se fue
«La que se fue» es una canción y el tercer sencillo de la agrupación mexicana Elefante, incluido en su álbum debut de estudio El que busca encuentra y lanzada en 2002.

## Créditos y personal[4]
- Reyli Barba - Vocales, coros, liricas, arreglos, guitarra acústica
- Rafael López Arellano - Guitarra eléctrica, arreglos
- Flavio López Arellano "Ahis" - Guitarra acústica, arreglos
- Luis Portela "Gordito Tracks"- Bajo, teclados, arreglos
- Iván Antonio Suárez "Iguana"- Batería, arreglos

## Posiciones en las listas
| Listas                                     | Posición |
| ------------------------------------------ | -------- |
| Estados Unidos Billboard Hot Latin Tracks  | 16       |
| Estados Unidos Billboard Latin Pop Airplay | 31       |